# Color blocking
Color blocking je trend, který spočívá ve využívání velkých pestrobarevných ploch (bloků) o stejné intenzitě. Žádná z barev není dominantní a všechny jsou intenzivní, syté a pestré. Při kombinování barevných bloků se vychází především z odstínů základních barev (červená, modrá, žlutá). S color blockingem se lze nejčastěji setkat v oblasti:
- módy
- líčení (make-up, lakování nehtů)
- interiérového designu

Největšího kontrastu je dosaženo při spojení tzv. komplementárních (protikladných, doplňkových) barev spektra. Jde o kombinace červená-zelená, modrá-oranžová a žlutá-fialová. V těchto variacích dochází ke spojení teplých a studených odstínů, které dodávají módnímu outfitu nebo interiéru pocit napětí.